# Выборы в Народное собрание Республики Ингушетия (2016)
Выборы депутатов Народного Собрания Республики Ингушетия шестого созыва состоялись в Ингушетии 18 сентября 2016 года в единый день голосования. Выборы проходили по пропорциональной избирательной системе (32 депутата избирались по партийным спискам). Для попадания в Народное Собрание партиям необходимо преодолеть 5%-й барьер. Срок полномочий Народного Собрания шестого созыва — пять лет.
В республике в список было внесено 218 935 избирателей. Явка составила 81,09 %.

## Ключевые даты
- 10 июня Народное Собрание Республики Ингушетия назначило выборы на 18 сентября 2016 года (единый день голосования).[1]
- 16 июня Избирательная комиссия Ингушетии утвердила календарный план мероприятий по подготовке и проведению выборов.[2]
- с 11 июня по 11 июля — период выдвижения кандидатов и списков.[2]
  - агитационный период начинается со дня выдвижения и заканчивается и прекращается за одни сутки до дня голосования.[2]
- с 4 июля по 3 августа — период представления документов для регистрации кандидатов и республиканских списков.[2]
- с 20 августа по 16 сентября — период агитации в СМИ.[2]
- 17 сентября — день тишины.[2]
- 18 сентября — день голосования.

## Участники
| 1 | Родина                                          | Анзор Дзауров • Ахмет Дзауров • Ахмет Барахоев           | 31 | зарегистрирован      |
| 2 | ЛДПР — Либерально-демократическая партия России | Ислам Гадиев • Гелани Гадиев • Абузит Аушев              | 34 | зарегистрирован      |
| 3 | Партия Роста                                    | Шамсудин Мамилов • Руслан Барахоев • Борис Матиев        | 37 | зарегистрирован      |
| 4 | Единая Россия                                   | Зялимхан Евлоев • Белан Хамчиев • Марьям Амриева         | 60 | зарегистрирован      |
| 5 | Коммунистическая партия Российской Федерации    | Ильяс Богатырев • Якуб Картоев • Гелани Беков            | 32 | зарегистрирован      |
| 6 | Справедливая Россия                             | Сергей Миронов • Хумит Албаков • Жансурат Аушева         | 36 | зарегистрирован      |
| 7 | Патриоты России                                 | Сулейман Ужахов • Джамалейл Богатырев • Ахмед Баркинхоев | 31 | зарегистрирован      |
| — | Российский общенародный союз                    | —                                                        | —  | отказано в заверении |
| *Без учёта выбывших кандидатов. Список состоит целиком из общей части. Региональные группы отсутствуют. Число включённых в список кандидатов должно быть от 30 до 60 человек. |                                                 |                                                          |    |                      |

## Результаты
|                            | 1.                         | «Единая Россия»            | 134 827 | 75,94 % | 26 | 81,25 % |  |  |
|                            | 2.                         | «Справедливая Россия»      | 14 132  | 7,96 %  | 3  | 9,38 %  |  |  |
|                            | 3.                         | КПРФ                       | 9105    | 5,13 %  | 2  | 6,25 %  |  |  |
|                            | 4.                         | ЛДПР                       | 8895    | 5,01 %  | 1  | 3,12 %  |  |  |
|                            |                            |                            |         |         |    |         |  |  |
|                            | 5.                         | «Родина»                   | 4472    | 2,52 %  | 0  | 0 %     |  |  |
|                            | 6.                         | Партия Роста               | 3319    | 1,87 %  | 0  | 0 %     |  |  |
|                            | 7.                         | Патриоты России            | 2271    | 1,28 %  | 0  | 0 %     |  |  |
| Недействительные бюллетени | Недействительные бюллетени | Недействительные бюллетени | 519     | 0,29 %  |    |         |  |  |
| Всего                      | Всего                      | Всего                      | 177 540 | 100 %   | 32 | 100 %   |  |  |